# Adunați
Adunați es una comuna ubicada en el distrito de Prahova, Rumania.

## Superficie
Posee una superficie de 22,70 kilómetros cuadrados.

## Demografía
Hasta 2021 la población era de 1896 habitantes, con una densidad de población de 83,52 habitantes por kilómetro cuadrado.